# ستيجن ديفولدير
ستيجن ديفولدير مواليد 29 أغسطس 1979 في فلاندرز الغربية، بلجيكا، هو دراج بلجيكي في صنف سباق الدراجات على الطريق.

## سجل النتائج

### المراكز
- حقق المركز الـ 24 في طواف إسبانيا 2005
- حقق المركز الـ 11 في طواف إسبانيا 2006
- حقق المركز الـ 2 في ثلاثة أيام من دي بان 2015

## وصلات خارجية
- الموقع الرسمي

## روابط خارجية
- ستيجن ديفولدير على موقع الاتحاد الدولي للدراجات (الإنجليزية)
- ستيجن ديفولدير على موقع أرشيف الدراجات (الإنجليزية)
- ستيجن ديفولدير على موقع إحصائيات الدراجات الإحترافية (الإنجليزية)
- ستيجن ديفولدير على موقع نسبة الدراجات (الإنجليزية)
- ستيجن ديفولدير على موقع CycleBase (الإنجليزية)
- Eurosport Profile